# João Pessoa
João Pessoa (phát âm tiếng Bồ Đào Nha: [ʒuˈɐ̃w̃ peˈsoɐ])João Pessoa là một thành phố Brasil. Thành phố này là thủ phủ bang Paraíba. Dân số theo điều tra năm 2010 của Viện Địa lý và Thống kê Brasil là 702.235 người. Đây là thành phố đông dân thứ 25 của Brasil.
Thành phố được lập năm 1585.